# Camí de Mas Palou

El Camí de Mas Palou, respecte del terme d'Abella de la Conca

El Camí de Mas Palou és un camí del terme municipal d'Abella de la Conca, a la comarca del Pallars Jussà.
Arrenca de la cruïlla dels camins de l'Obaga de Toà i de les Bordes, i, en un curt recorregut, duu fins al Mas Palou. No és, però, el camí principal que des de la vila d'Abella de la Conca mena a aquest mas, sinó un que discorre per damunt seu, més al nord.

## Etimologia
Es tracta d'un topònim romànic modern, de caràcter descriptiu: el camí pren el nom de la masia a la qual mena, el Mas Palou.